# 斯蒂芬·赖特
史堤芬·約翰·胡禮（Stephen John Wright，1980年2月8日—）是一名英格蘭足球運動員，司職右閘，出道於英超球會利物浦。

## 生平

### 球會
利物浦
史堤芬·胡禮在1996月6月成為利物浦的年青球員，他拒絕了他所支持的死敵愛華頓的邀請。 他在1997年8月成為職業球員。
在經過1999年及2000年兩次成功外借至克魯，他在2000年11月29日在對史篤城的英格蘭聯賽盃比賽中首次為利物浦上陣。他在同季為利物浦上陣四次，包括在2001年2月作客新特蘭。
他在2001-02球季由中堅轉型成右閘，共在2001年10月27日對查爾頓拿下首張紅牌。於3日後對的欧洲冠军联赛比賽中取得首個入球。他共為利物浦上陣21次，取得1個入球。
2010年9月4日，胡禮應加歷查的邀請，組成利物浦明星隊並返回利物浦的主場晏菲路球場為慈善紀念賽作賽。
新特蘭
史堤芬·胡禮在2002年以150萬英鎊（最後可升至300萬英鎊）加盟新特蘭以爭取上陣機會，他成了球隊正選右閘。但是當季，球隊以破紀錄低分的19分降班。
在2003-04球季，史堤芬·胡禮在對屈福特取得首個新特蘭入球，但球隊在升班附加賽不敵水晶宮。但在翌季，球隊取得冠軍重回英超。但是，在2005-06球季，史堤芬·胡禮在兩次受傷下，只能上陣2次，球隊最後亦降班。在2006-07球季，史堤芬·胡禮失去正選，及後在比賽中又再次受傷。
在2007年8月3日，史堤芬·胡禮被外借至史篤城5個月。 但是，在借用期後，史堤芬·胡禮仍不能再次成為球隊主力。
高雲地利
在2008年夏季，史堤芬·胡禮受到不少球會包括侯城的垂青，但最後在2008年8月8日英冠球季開鑼前跟高雲地利簽約兩年。 一度獲委為球隊的隊長，但於2010年夏季約滿後被棄用。
賓福特
2010年10月30日史堤芬·胡禮加盟英甲球會賓福特，僅簽約至球季結束，並於同日作客4-2擊敗下半場首次以後補身份登場。
哈特普爾
2011年9月2日史堤芬·胡禮以短約形式投效另一支英甲球隊哈特普爾。期間上陣10場聯賽及1場盃賽，於11月因腳跟受傷再沒有上陣，在2012年1月24日哈特普爾在其短約屆滿後結束雙方的賓主關係，但在找尋新東家時仍可隨隊操練。

## 榮譽
利物浦
- 歐洲足協盃冠軍：2000/01年；
- 英格蘭超級聯賽亞軍：2001/02年；

新特蘭
- 英格蘭冠軍聯賽冠軍：2004/05年、2006/07年；

## 外部連結
- 足球数据库：史堤芬·胡禮的球员统计数据